# Gesamtkosten
Unter Gesamtkosten (englisch total cost) versteht man in der betriebswirtschaftlichen Kosten- und Leistungsrechnung die Summe aller Kosten, die in einem Unternehmen in einer bestimmten Rechnungsperiode anfallen. Der Begriff wird in der Regel bei der Kostenauflösung, bei der die Kosten in variable Kosten und fixe Kosten aufgeteilt werden, verwendet.
Wenn sich die Kosten eines betrieblichen Bezugsobjekts sowohl aus fixen als auch aus variablen Kostenkomponenten zusammensetzen, liegen Misch- oder Gesamtkosten vor. Die Kostentheorie geht üblicherweise von einem S-förmigen Verlauf der Gesamtkostenkurve aus (Produktionsfunktion vom Typ A). Doch hat Erich Gutenberg darauf hingewiesen, dass zumindest für die industrielle Produktion ein linearer Kostenverlauf der Gesamtkosten repräsentativer sei. Ausgehend von limitationalen Produktionsfaktoren entwickelte er hieraus die Produktionsfunktion vom Typ B. Dann würden nämlich die Gesamtkosten mit wachsender Beschäftigung um den jeweils gleichen Betrag zunehmen, die Gesamtkostenkurve verläuft entsprechend linear, die Grenzkosten sind konstant; die variablen Durchschnittskosten sind gleich den Grenzkosten. Gutenberg geht bei seinen Annahmen jedoch nicht von konstanten Produktionsbedingungen in einem Unternehmen aus.

## Zusammensetzung
Die Gesamtkosten ({\displaystyle K_{g}}) setzen sich aus den fixen ({\displaystyle K_{f}}) und den variablen Kosten ({\displaystyle K_{v}}) zusammen. Diese beiden Kostenbestandteile sagen etwas darüber aus, ob Kosten auf Beschäftigungsänderungen reagieren (variable Kosten) oder nicht (fixe Kosten). Eine weitere Aufteilung ist in Einzelkosten ({\displaystyle K_{e}}) und Gemeinkosten ({\displaystyle k_{g}}) möglich, je nachdem, ob die Kosten einem Kostenträger direkt zugerechnet werden können (Einzelkosten) oder nicht (Gemeinkosten):
{\displaystyle K_{g}=K_{\mathrm {f} }+K_{v}}
{\displaystyle K_{g}=K_{\mathrm {e} }+k_{g}}
Mithin gilt:
{\displaystyle K_{\mathrm {f} }+K_{v}=K_{\mathrm {e} }+k_{g}}
Die Gesamtkosten werden beim Gesamtkostenverfahren nach § 275 Abs. 2 HGB in verschiedene Kostenarten zergliedert, insbesondere in Material- und Personalaufwand und Abschreibungen.
Opportunitätskosten sind Teil der Gesamtkosten.

## Kennzahlen
Die absolute Kennzahl der Gesamtkosten kann durch Berücksichtigung bei der Ermittlung betriebswirtschaftlicher Kennzahlen an Aussagekraft gewinnen. So kann man die Gesamtkosten den Umsatzerlösen gegenüberstellen und erhält dann den Kostendeckungsgrad
{\displaystyle \mathrm {Kostendeckungsgrad{\ddot {}}} ={\frac {\mathrm {K_{g}} }{\mathrm {Umsatzerl{\ddot {o}}se} }}}.
Außerdem kann man die Gesamtkosten ins Verhältnis zu der im selben Zeitraum produzierten Menge {\displaystyle x} setzen (Stückkosten {\displaystyle k} als Gegensatz der Gesamtkosten)
{\displaystyle k={\frac {K_{\mathrm {g} }}{x}}}
oder sie pro Mitarbeiter errechnen.

## Abgrenzung
Während man in der Kosten- und Leistungsrechnung von Gesamtkosten spricht, wird der hiermit identische Begriff Vollkosten eher in der Kostenverrechnung und Kalkulation verwendet.